# 古凱爾特宗教
古代凱爾特宗教（英語：Ancient Celtic religion），俗稱凱爾特異教（英語：Celtic paganism），是歐洲古代凱爾特人的宗教。因為古代凱爾特人沒有文字，所以關於他們宗教的證據是從考古學、希臘羅馬的記載（其中一些是敵對的，可能消息不靈通）和早期基督教時期的文學作品中收集到的。凱爾特異教是歐洲較大的鐵器時代多神教之一。它因地區和時間而異，但其背後是凱爾特人之間“廣泛的結構相似性”和“基本的宗教同質性”。 
超過200個凱爾特神靈的名字留了下來（見凱爾特神靈列表），儘管其中許多可能是同一神靈的替代名稱、地區名稱或頭銜。一些神靈只在一個地區受到崇拜，但其他神靈更為廣為人知。[7]在許多地區發現的神靈包括盧古斯（Lugus）、部落神泰烏塔特斯（Toutatis）、雷神塔拉尼斯（Taranis）、角神科爾努諾斯（Cernunnos）、馬和生育女神艾波娜（Epona）、神聖的兒子馬柏諾斯（Maponos）等。凱爾特治療神通常與神聖的泉水有關。凱撒說高盧人相信他們都是死神和冥界之神的後裔。三位一體是一個常見的主題，許多神靈被視為三位一體，例如三位母親。中世紀愛爾蘭神話中的一些人物被解釋為早期神靈的迭代。
凱爾特宗教的祭司是被稱為德魯伊的“魔法宗教專家”，但人們對他們知之甚少。希臘羅馬作家說，凱爾特人在神聖的樹林和其他被稱為訥米敦（nemetons）的天然聖地舉行儀式，而一些凱爾特人也建造了寺廟或儀式圍欄。凱爾特人經常獻祭：將珍貴的物品存放在水和濕地，或儀式豎井和井中。有證據表明，古代凱爾特人以動物為祭，幾乎總是牲畜或工作動物。還有一些證據表明，古代凱爾特人以人類為祭品，一些希臘羅馬的消息來源稱，高盧人通過將罪犯燒死在一個柳條人身上來獻祭。 
不清楚古代凱爾特人舉行什麼宗教節日，但島上的凱爾特人慶祝四個季節性節日，中世紀的蓋爾人稱為貝爾丹火焰節（5月1日）、Lughnasadh（8月1日）、夏末節（11月1日）和聖燭節（2月1日）)。在羅馬帝國征服高盧（公元前58-51年）和不列顛南部（公元43年）之後，那裡的凱爾特宗教經歷了一些羅馬化，導致了融合了高盧-羅馬宗教的神靈。
高盧人從三世紀開始逐漸皈依基督教。在不列顛的羅馬統治結束後（約公元410年），在後來成為英格蘭的大部分地區，凱爾特異教開始被盎格魯-撒克遜異教所取代。從五世紀開始，英格蘭和愛爾蘭的凱爾特人逐漸皈依基督教。然而凱爾特異教在許多凱爾特國家<nowiki>留下了遺產，影響了神話，並在20世紀成為新宗教運動凱爾特新異教的基礎。